# Ateloglutus velardei
Ateloglutus velardei là một loài ruồi trong họ Tachinidae.